# Garry’s Mod
A Garry’s Mod (röviden GMod) eredetileg a Half-Life 2 videójátékhoz készült freeware játékmódosítás volt, amely mára a Half-life és más játékok Source játékmotorját használó, kereskedelmi (nem ingyenes) több célú, felhasználói szinten is továbbfejleszthető (szkriptelhető) alkalmazássá nőtt.

## Jellemzői
Lényeges tulajdonsága, hogy sandbox stílusú, azaz lehetővé teszi, hogy a játékosok szabadon mozoghassanak az elérhető terepen és kedvük szerint manipulálhassák a környezetükben lévő dolgokat. A Gmodot egy amatőr C++ programozó, Garry Newman hozta létre 2004-ben
Kezdetben csupán egy nagyon szerény Half-Life 2 modifikáció volt, arra nyújtott lehetőséget, hogy a játékosok egy egyszerű kötéllel bármit összekössenek a játékokban, továbbá a pisztolyból a manhack nevű robotot lehetett kilőni. Azóta a játék rengeteget fejlődött, és mára már az egyik legtöbb felhasználói tartalommal rendelkező sandbox játék. A tizedik verzió óta már nem ingyenes a program, a Steam rendszeren keresztül vásárolható meg. Boltban nem kapható és a fejlesztők szerint valószínűleg nem is lesz sosem az. A játék futtatásához egy Source Engine alapú játék megléte is szükséges, mint pl. a Half-Life 2 vagy a Team Fortress 2.
A Gmod köré idővel egész szubkultúra fejlődött, ma már nemcsak játékra (multiplayeres öldöklés) használják, hanem animációs videók, filmek, machinimák, 3D modellek stb. készítésének is népszerű eszköze.

## Játékmenet
A Garry’s Mod segítségével a játékosok jó néhány Source motorral rendelkező játékból (ami telepítve van a felhasználó számítógépén) előhozhatják a modelleket és effekteket, és azokkal kedvük szerint létrehozhatnak bármit. A program két fő eszköz használatára épül. Az egyik a Physics Gun (vagy Physgun), amivel bármilyen objektumot szabadon lehet mozgatni a levegőben, illetve azokat forgatni vagy egyszerűen egy helyben megfagyasztani. A másik eszköz a Tool Gun ("Eszközpisztoly"), amivel a játékos különböző akciókat hajthat végre a tárgyakon, így pl. összeforraszthatja őket, köteleket köthet közéjük, de lehetséges különböző lámpákat és kerekeket is a tárgyakra rakni. Legalább száz ilyen akció létezik alapból a játékban, de a felhasználók egyedi megoldásokat is programozhatnak.
Mivel a játéknak nincsen kijelölt célja, így a játékosoknak maguknak kell eldönteni, hogy mit csináljanak. Három főbb cselekvési típus terjedt el:
- Építkezés – A játékosok szinte bármit megépíthetnek a játékban, így pl. autót, házat, rakétát, vagy űrállomást is létrehozhatnak.[10]
- „Pózolás” – Ennek során a játékosok a különböző karaktermodelleket bizonyos pózokban helyezik el. Az elkészült beállításokat gyakran lefotózzák, képregényt vagy videót készítenek belőlük és az interneten megosztják egymással.
- Harc – ez folyhat a Source motoros játékokból beimportálható intelligens ellenfelek (NPC) ellen, vagy a játékosok között is, esetleg vállvetve az előbbiek ellen.

## Felhasználói tartalom
A játék legnagyobb előnye, és aminek valószínűleg köszönheti, hogy sosem válik unalmassá, az az, hogy a játékosoknak lehetőségük van különböző tartalmakat létrehozni a játékhoz, és ezeket egyszerű formában megosztani másokkal. A programba be van építve a Lua programozási nyelv, ennek segítségével a felhasználók teljesen egyéni dolgokat hozhatnak létre, úgy mint saját fegyvert, vagy akár egy egészen új játékmódot. A játékosok a játékszerverekre való csatlakozáskor automatikusan letölthetik az egyedi alkotásokat, ha azt a szerver megkívánja.
Az egyéni tartalmakat az alábbi kategóriákba lehet sorolni:
- Pálya[11] – A pálya az a terület, ahol a játékosok mozognak, cselekednek. Egyéni pályákat a Source SDK-ban készíthetnek a játékosok. Érdekesség, hogy elterjedtek a kifejezetten az építésre szánt, illetve az egyéni játékmódokhoz tartozó pályák.
- Modell – Alapvetően csak a támogatott játékokból érhetőek el a modellek, de a felhasználók készíthetnek egyedi modelleket is. Ezt többféle modellező programmal is végrehajthatják, bár elkészülte után át kell konvertálni az eredményt az Source motor modellformátumába, az MDL-be.
- Szkriptelt fegyver – A szkriptelt fegyver (angolul scripted weapon, röviden SWEP) egy Lua nyelven írt fegyver. A beépített opcióknak hála lehetőség van szinte mindent meghatározni a fegyverrel kapcsolatban: a fegyver modelljét, a lövedék típusát, a tár nagyságát, az egyszerre kilőtt lövedékek számát, a hangokat, stb. A fegyver típusának is csak az alkotó képzelete szab határt, így tehát közelharci, távolsági, de még távolról irányított robbanóeszközöket is lehet készíteni.
- Szkriptelt eszköz – A szkriptelt eszköz (angolul scripted tool, röviden STOOL) egy Lua nyelven írt eszköz. Ezen kiegészítők lényege ugyanaz, mint a kezdetben elérhetőké, a különböző tárgyakon lehet bizonyos akciókat végrehajtani.
- Játékmód[12] – A fentiek egyesítésének eredményeként jön létre a teljesen egyéni játékmód. A játék menetét szintén a Lua nyelv segítségével lehet megírni. Itt is nagyfokú szabadsággal rendelkezik az alkotó, így lehetőség van rá, hogy akár teljesen más számítógépes játékokat is el lehessen készíteni a Garry’s Modon belül.